# Klick (Phonetik)
Ein Klick (auch Klicklaut, Schnalz(laut), Injektiv) ist ein velar-ingressiver Verschlusslaut, der durch zwei Verschlussbildungen im Vokaltrakt (Ansatzrohr) gebildet wird.
Die Geräuschbildung dieser Laute entsteht durch das Öffnen des primären Verschlusses der entstandenen oralen Luftkammer, in welche die umgebende Luft infolgedessen schnell hineinströmt, um den Unterdruck auszugleichen.
Die Klicks werden auf verschiedene Weise durch Schnalzen mit der Zunge gebildet. Um die Klicks zu erzeugen, muss die Zunge eine saugende Bewegung ausführen. Die Stellung der Zunge und die Art des Atemholens bringt ganz verschiedene Klicks hervor.
Bei der Verwendung in Wörtern ist es für Nichtmuttersprachler recht schwierig, sie mit umgebenden Konsonanten und Vokalen zu verbinden.

## Vorkommen
Schnalzen kommt in vielen Sprachen vor, beispielsweise als Ausdruck des Missfallens oder zur Erregung von Aufmerksamkeit. Die einzigen lebenden Sprachen jedoch, in denen Klicklaute als reguläre Sprachlaute (bzw. Phoneme) verwendet werden, sind die afrikanischen Khoisan-Sprachen (beispielsweise Khoekhoegowab, eine der Nationalsprachen Namibias) sowie benachbarte Sprachen der Bantu-Sprachgruppe (z. B. Zulu, Xhosa, Süd-Sotho und Yeyi) und die kuschitische Sprache Dahalo, die solche Laute höchstwahrscheinlich von den Khoisan übernommen haben. In allen drei Sprachgruppen zusammen sind es etwa 80 Sprachen. Einige der Khoisan-Sprachen, wie etwa das ǃXóõ, haben über 80 verschiedene Klicklaute in ihrem Phoneminventar.
Die einzige nichtafrikanische Sprache, von der man weiß, dass Klicks regulär benutzt wurden, ist Demiin, eine alternative Sprachkodierung, die von Sprechern des Lardil, einer australischen Sprache, in einer Art Sprachspiel verwendet wurde. Die Sprache ist mittlerweile allerdings ausgestorben.
In der Musik wird Schnalzen als Element der Vocal Percussion verwendet. Ein prominentes Beispiel ist der 2004 erschienene Nummer-eins-Hit Drop It Like It’s Hot von Snoop Dogg feat. Pharrell.

## Schreibung
Die Orthografien verschiedener Sprachen des südlichen Afrikas, beispielsweise Khoekhoegowab, verwenden spezielle Klicklautbuchstaben zur Schreibung der Klicks, wie sie auch im Internationalen Phonetischen Alphabet verwendet werden. Diese Buchstaben kommen dann auch in geografischen Namen, Personennamen und Namen mythologischer Gestalten vor (wie beispielsweise aus der Mythologie der Juǀ’hoansi die Namensgeberin für den Zwergplanetenkandidaten (229762) Gǃkúnǁʼhòmdímà). Andere Sprachen (beispielsweise isiXhosa) verwenden Buchstaben des lateinischen Grundalphabets für Klicks.

## IPA
Die International Phonetic Association (IPA) differenziert in ihren Publikationen zwischen fünf Clicks und ordnet diesen entsprechende Zeichen zu (Internationales Phonetisches Alphabet):
- Bilabial [⁠ʘ⁠]: Ähnlich einem Luftkuss mit ungerundeten Lippen. anhörenⓘ/?
- Dental [⁠ǀ⁠]: Die Zungenspitze wird an die Vorderzähne gebracht. Diesen Laut verwendet man im Deutschen manchmal, um Tadel oder Enttäuschung auszudrücken. anhörenⓘ/?
- (Post)alveolar [⁠ǃ⁠]: Die Zungenspitze wird möglichst weit nach oben an die Decke der Mundhöhle gebracht. anhörenⓘ/?
- Palatoalveolar [⁠ǂ⁠]: Die Zungenspitze wird an die Vorderseite des harten Gaumens angepresst und dann so rasch wie möglich zurückgezogen. Das klingt etwa wie ein knallender Korken. anhörenⓘ/?
- Alveolar lateral [⁠ǁ⁠]: Die Zunge wird seitwärts an die Backenzähne gebracht. anhörenⓘ/?

Übersicht der im IPA darstellbaren Klicklaute im Zusammenhang mit anderen nichtpulmonaren Konsonanten:
| Nichtpulmonale Konsonanten | Nichtpulmonale Konsonanten | bilabial | labio- dental | dental | alveolar | alveolar-lateral | alveolo- palatal | post- alveolar | retroflex | palatal | velar | uvular |
| -------------------------- | -------------------------- | -------- | ------------- | ------ | -------- | ---------------- | ---------------- | -------------- | --------- | ------- | ----- | ------ |
| Klicks                     | Klicks                     | ʘ        |               | ǀ      | ǃ        | ǁ                | ǂ                |                | 𝼊         |         |       |        |
| Implosive                  | Implosive                  | ɓ        |               |        | ɗ        |                  |                  |                | ᶑ         | ʄ       | ɠ     | ʛ      |
| Ejektive                   | Ejektive Plosive           | pʼ       |               | t̪ʼ     | tʼ       |                  |                  |                | ʈʼ        | cʼ      | kʼ    | qʼ     |
| Ejektive                   | Ejektive Frikative         | ɸʼ       | fʼ            | θʼ     | sʼ       | ɬʼ               | ɕʼ               | ʃʼ             | ʂʼ        | çʼ      | xʼ    | χʼ     |
| Ejektive                   | Ejektive Affrikaten        |          |               | t͡θʼ    | t͡sʼ      | t͡ɬʼ              | t͡ɕʼ              | t͡ʃʼ            | ʈ͡ʂʼ       | c͡çʼ     | k͡xʼ   | q͡χʼ    |